# Verwaltungsgemeinschaft Helmetal
Die Verwaltungsgemeinschaft Helmetal lag im thüringischen Landkreis Nordhausen. In ihr waren neuen Gemeinden zur Erledigung ihrer Verwaltungsgeschäfte zusammengeschlossen. Ihr Verwaltungssitz war in Werther.

## Gemeinden
- Großwechsungen
- Günzerode
- Haferungen
- Hesserode
- Immenrode
- Kleinwechsungen
- Mauderode
- Pützlingen
- Werther

## Geschichte
Die Verwaltungsgemeinschaft wurde am 6. Juni 1991 gegründet. Die Gemeinden Mauderode und Pützlingen wurden am 18. Juni 1994 aufgenommen. Die Auflösung der Verwaltungsgemeinschaft erfolgte am 1. Januar 1997 durch Bildung der Einheitsgemeinde Werther aus den Mitgliedsgemeinden. Die Gemeinde Hesserode wurde dagegen nach Nordhausen eingemeindet.